# Felső-kámai járás

A Felső-kámai járás a Kirovi területen

A Felső-kámai járás (oroszul Верхнекамский район) Oroszország egyik járása a Kirovi területen. Székhelye Kirsz.

## Népesség
- 1989-ben 54 171 lakosa volt.
- 2002-ben 39 643 lakosa volt.
- 2010-ben 32 669 lakosa volt, melyből 29 868 orosz, 398 ukrán, 366 udmurt, 272 tatár, 142 mari, 139 fehérorosz, 139 német, 113 azeri, 103 csecsen, 100 csuvas.